# Philippe Roux
Philippe Roux (ur. 7 grudnia 1952 w Verbier) – szwajcarski narciarz alpejski. Zajął 4. miejsce w zjeździe na igrzyskach w Innsbrucku w 1976 r. Na mistrzostwach świata w Sankt Moritz był 12 w zjeździe. Jego najlepszym sezonem w Pucharze Świata był sezon 1975/1976, kiedy to zajął 9. miejsce w klasyfikacji generalnej, a w klasyfikacji zjazdu był czwarty.
Jego syn Christophe Roux także jest narciarzem alpejskim.

## Sukcesy

### Puchar Świata

#### Miejsca w klasyfikacji generalnej
- 1972/1973 – 19.
- 1973/1974 – 30.
- 1974/1975 – 18.
- 1975/1976 – 9.
- 1977/1978 – 39.
- 1978/1979 – 49.

#### Miejsca na podium
1. Garmisch-Partenkirchen – 6 stycznia 1973 (zjazd) – 2. miejsce
2. St. Anton am Arlberg – 3 lutego 1973 (zjazd) – 3. miejsce
3. Morzine – 12 stycznia 1974 (zjazd) – 3. miejsce
4. Megève – 1 lutego 1975 (zjazd) – 3. miejsce
5. Madonna di Campiglio – 12 grudnia 1975 (zjazd) – 2. miejsce
6. Wengen – 10 stycznia 1976 (zjazd) – 2. miejsce